# Urmanica
Urmanica (en serbe cyrillique : Урманица) est un village de Serbie situé sur le territoire de la Ville de Vranje, district de Pčinja. Au recensement de 2011, il comptait 17 habitants.

## Démographie
| 1948 | 1953 | 1961 | 1971 | 1981 | 1991 | 2002 | 2011 |
| ---- | ---- | ---- | ---- | ---- | ---- | ---- | ---- |
| 192  | 184  | 153  | 122  | 98   | 63   | 32   | 17   |

|  |